# József Magasföldi
József Magasföldi (* 10. listopadu 1984, Székesfehérvár, Maďarsko) je maďarský fotbalový útočník, který momentálně působí v klubu Gyirmót SE.

## Klubová kariéra
V srpnu 2005 podepsal smlouvu s FC Slovan Liberec, kam přestoupil z maďarského Videotonu. Během podzimu se však neprosadil, odehrál pouze 3 ligová utkání. I tak se stal vítězem Gambrinus ligy, Slovan v sezóně 2005/06 získal ligový primát. V Gambrinus lize Magasföldi debutoval 17. října 2005 proti SK Sigma Olomouc (výhra 2:0), kdy se dostal na hřiště v 88. minutě. Poté ještě nastoupil 26. listopadu proti Mostu (výhra 2:1) a 10. prosince proti Brnu (remíza 0:0).
Na jaře 2006 se vrátil do Maďarska, kde působil v klubech BFC Siófok, FC Sopron, Budapest Honvéd FC, Paksi SE a Gyirmót SE.

## Reprezentační kariéra
Magasföldi hrál v maďarském reprezentačním výběru U21.